# Proclinopyga bispinicauda
Proclinopyga bispinicauda är en tvåvingeart som beskrevs av Saigusa 1963. Proclinopyga bispinicauda ingår i släktet Proclinopyga och familjen dansflugor. Inga underarter finns listade i Catalogue of Life.